# Pálinkás János (festő)
Pálinkás János (Szentendre, 1968 –) festőművész, zenész.

## Élete
Iskolai osztályfőnöke festő volt, sőt diákként maga is sokat rajzolt – néhány rajzversenyt is nyert –, ennek ellenére fiatalon jó ideig egyáltalán nem akart festő lenni, leginkább a futball és rockzene érdekelte. Zenélt például a Dantes és a No Compromiss együttesekben, futballistaként a szentendrei Kossuth KFSE és a Petőfi SK, valamint az NB II-ig feljutott pilisvörösvári klub tagja is volt. Iskoláit követően, ahelyett, hogy művészi pályára lépett volna, vasútforgalmi végzettséget szerzett és a MÁV-nál helyezkedett el. Közel két évtizeden át Solymáron élt, majd a vasúttársaságnál történt átszervezés következtében Újpestre költözött. Felesége, Anna is képzőművész, gobelinképeket készít.
Festőként első mentora Barna András volt, de eltérő festészeti szemléletük miatt ez a kapcsolat csak rövid ideig tartott. Ezután Váczy J. Tamás festőművész bátorítására és az ő útmutatása nyomán kezdett komolyabban foglalkozni festészettel, stílusát elsősorban az impresszionista esztétikán alapuló koloratív festői iskola formálta. Nagy hatással volt a művészetére az ezredforduló idején megismert idős festő, Lehoczky András is, akitől több technikai trükköt ismert meg, ezek hatására kezdett kísérletezni a tér harmadik dimenziójába is kiterjedő festményekkel, textúrás kompozíciókkal is.
Festőként koloristának vallotta magát, színekben gazdag tájképei, városképei mellett jellemzőek voltak rá a politikai mondanivalót hordozó festmények is; sosem volt szégyenlős a meglehetősen fajsúlyos jelképek használata esetében sem, illetve kedveli a zenei témákat is.
Solymárról Újpestre való, kényszerű, munkahelyi viszonyaiból fakadó költözése a képzőművészeti pályáján is új korszakot hozott: beszűkült lehetőségei miatt átmenetileg felhagyott az olajfestészettel, helyette 2012-től más, jobbára monokromatikus festészeti és grafikai technikákban kezdett elmélyedni; az újabb korszakának munkáiból 2014. novemberében állított össze először önálló kiállítást, a solymári művelődési ház 2002-ben többek között őáltala alapított pincegalériájában.
Egyéni kiállításai voltak többek között Budafokon, Budapesten, Óbudán, Pilisszentivánon, Pilisvörösvárott, Solymáron, Székesfehérvárott és Szentendrén, csoportos kiállításai voltak a fenti települések mellett Alapon, Baracskán, Budaörsön, Gyálon, Nagykovácsin, Piliscsabán és Tokajban is.